# Архиепархия Кисуму
Архиепархия Кисуму (лат. Archidioecesis Kisumuensis) — архиепархия Римско-Католической церкви с центром в городе Кисуму, столице Кении. В митрополию Кисуму входят епархии Бунгомы, Какамеги, Капсабета Кисии, Китале, Лодвара, Хома Бэя и Элдорета. Кафедральным собором архиепархии Кисуму является Собор Святой Терезы.

## История
15 июля 1925 года Святой Престол учредил апостольскую префектуру Кисуму, выделив её  из апостольский викариат Южного Нила.
27 мая 1932 года апостольская префектура Кисуму была преобразована в апостольский викариат.
25 марта 1953 года апостольский викариат Кисуму был преобразован в епархию буллой Quemadmodum ad Nos Римского Папы Пия XII.
21 мая 1990 года епархия Кисуму была возведена в ранг архиепархии буллой Si quidem secundum Римского Папы Иоанна Павла II.
В следующие годы архиепархия Кисуму передавала часть своей территории в пользу учреждения следующих новых церковных структур:
- 29 июня 1953 года — апостольской префектуре Элдорета (сегодня — Епархия Элдорета);
- 20 октября 1959 года — апостольской префектуре Нгонга (сегодня — Епархия Нгонга);
- 21 мая 1960 года — епархии Кисии;
- 11 января 1968 года — епархии Накуру;
- 27 февраля 1978 года — епархии Какамеги.

## Ординарии архиепархии
- епископ Gorgon Gregory Brandsma M.H.M. † (2 декабря 1925 — 20 июня 1935, до смерти);
- епископ Nikolas Stam, M.H.M. † (9 марта 1936 — 9 апреля 1948, в отставке);
- епископ Frederick Hall, M.H.M. † (9 апреля 1948 — 2 декабря 1963, в отставке);
- епископ Joannes de Reeper, M.H.M. † (16 января 1964 — 20 марта 1976, в отставке);
- епископ Philip Sulumeti (9 декабря 1976 — 28 февраля 1978 — назначен епископом Какамеги);
- архиепископ Zacchaeus Okoth (27 февраля 1978 — 15 ноября 2018, в отставке);
- архиепископ Philip Arnold Subira Anyolo (15 ноября 2018 — 28 октября 2021 — назначен архиепископом Найроби);
- архиепископ Maurice Muhatia Makumba (18 февраля 2022 — по настоящее время).

## Источник
- Annuario Pontificio, Libreria Editrice Vaticana, Città del Vaticano, 2003, ISBN 88-209-7422-3
- Бреве Ut aucto Архивная копия от 27 марта 2010 на Wayback Machine, AAS 18 (1926), стр. 87  (лат.);
- Бреве Cum non sine Архивная копия от 27 марта 2010 на Wayback Machine, AAS 24 (1932), cnh. 366  (лат.);
- Булла Si quidem secundum Архивная копия от 27 марта 2010 на Wayback Machine, AAS 82 (1990), стр. 937  (лат.).